# Balsac
Balsac è un comune francese di 616 abitanti situato nel dipartimento dell'Aveyron nella regione del Occitania.

## Società

### Evoluzione demografica
Abitanti censiti